# Ergavia
Ergavia is een geslacht van vlinders van de familie spanners (Geometridae), uit de onderfamilie Oenochrominae.

## Soorten
- E. benesignata Dognin, 1906
- E. brunnea Schaus, 1901
- E. burrowsi Prout, 1917
- E. carinenta Cramer, 1777
- E. costimaculata Prout, 1913
- E. divecta Warren, 1908
- E. drucei Schaus, 1901
- E. endeoasta Prout, 1917
- E. eris Prout, 1916
- E. exstantilinea Prout, 1932
- E. illineata Warren, 1908
- E. leopoldina Prout, 1932
- E. liraria Guenée, 1857
- E. merops Cramer, 1775
- E. obliterata Schaus, 1901
- E. oenobapta Prout, 1934
- E. piercei Prout, 1917
- E. roseivena Prout, 1910
- E. stigmaria Walker, 1860
- E. subrufa Warren, 1897
- E. venturii Prout, 1917